# Sven Sjögren
Sven Sjögren, född 12 juli 1910 i Visby församling på Gotland, dödförklarad 31 oktober 1982, var en gotländsk lantbrukare som försvann under oklara omständigheter i oktober 1972.
Sjögren försvann i början av oktober 1972 från sitt hem i Lummelunda och anmäldes försvunnen av en släkting den 16 oktober samma år. Sjögren har sedan dess inte setts till och fallet är ännu inte uppklarat. Teorierna om Sven Sjögrens försvinnande är många och makabra, men det finns inget klart svar på vad som hände. Sven Sjögren var en av Lummelundas största markägare; egendomarna sträckte sig uppifrån myrarna i Martebo ned längs kusten i Lummelunda. Bland annat ägde han mark alldeles intill den berömda Lummelundagrottan.

## Bakgrund
Sven Sjögren föddes som yngst av fem syskon 1910. Hans familj ägde stora marker i Lummelunda, som var värda mycket pengar, mycket på grund av närheten till grottan som under 60-talet blivit en av Gotlands största turistattraktioner. Marken hade han i vuxen ålder köpt ut sina syskon från. Han bodde själv i den stora villan han hade vuxit upp i och drev ett mindre lantbruk med bland annat lamm och höns. Djurhållningen fick han dock sluta med efter att han dömts för vanvård. Sjögren levde ett stillsamt liv på gården och drack nästan aldrig. Han var vid tiden för sitt försvinnande ogift och barnlös.

## Försvinnandet
5 oktober 1972 stod det en notis i lokalpressen om försäljning av mark tillhörande Sven Sjögren. Dagen efter var sista gången Sven Sjögren sågs i livet. En månad senare efter ett resultatlöst letande kom Riksmordkommissionen till Gotland för att hjälpa till med utredningen. En person satt senare häktad och dömdes för att ha förfalskat ett köpekontrakt. Samme person utreddes även för att ha bragt Sven Sjögren om livet, men åtalades aldrig på grund av brist på bevis. Utredningen av Sven Sjögrens försvinnande är den mest omfattande i Gotlandspolisens historia. Försvinnandet är fortfarande olöst. Efter ett privat initiativ genomförs 2021 nya sökningar av Missing People och polisen på Gotland i ett skogsområde på centrala Gotland där det funnits misstankar om att den försvunne kan ha blivit begravd. I juni 2022 rapporterade flera svenska nyhetsmedia att den sökhund som anlitats på uppdrag av två grävande journalister markerat för människoskelett på den soptipp som pekats ut som intressant av ett nytt vittne. Under hösten 2022 sänds en dokumentär i två delar om mordgåtan gjord av den gotländske regissören David Andersson.